# Binbō danshi
Binbo danshi (貧乏男子 ボンビーメン?, Binbō danshi Bonbīmen) è un dorama invernale in nove puntate di NTV andato in onda nel 2008; vede Shun Oguri interpretare la parte del protagonista.
Si narra la vicenda di Kazumi, studente di college che ha costantemente problemi di soldi; nonostante ciò è sempre allegro ed ottimista, in quanto crede fermamente che nella vita ci sia qualcosa che conti ben di più del denaro.
La sua generosa follia lo spinge ad assumersi i debiti altrui: la storia racconta appunto i problemi che dovrà affrontare per riuscire a saldarli.

## Protagonisti
- Shun Oguri - Koyama Kazumi
- Norito Yashima - Hikita Shuzo
- Yū Yamada - Nakahara Mimi
- Haruma Miura - Shiraishi Ryo
- Yūsuke Santamaria - Omuomu
- Yusuke Kamiji - Teruteru
- Takuma Otoo - Chagie
- Yoshie Ichige - Koyama Shizue
- Riisa Naka - Shinjo Sumire
- Jyōji Shibue - Sunagawa Takayuki
- Takashi Shikauchi - Inoue Goro
- Suzunosuke - Katagiri Hiroshi
- Yumi Ito- Kurata Wakana
- Ryosuke Okada - Akagi (insegnante di Kazumi)
- Yudai Ishida - Nakata (insegnante di Kazumi)
- Makoto Kai - Uekusa (insegnante di Kazumi)
- Kazuhito Tomikawa - Tsunoda
- Yosuke Morita - Wakamatsu
- Kenji Kojika - Shimura
- Shuichiro Masuda - Nagasaka
- Yukihiro Takiguchi Abe (Host)

### Star ospiti
- Hiroshi Yazaki (ep1)
- Kazuaki Hankai - collega di Kazumi (EP3)
- Noriko Iriyama - fidanzato di Hikita (EP3)
- Yuu Tokui - allenatore (EP4)
- Hajime Yamazaki - Shiraishi Yu (EP6, 8)
- Fuyuko Imae - Miwa (EP7)
- Kenji Kasai - Suzuki (EP7)
- Yorie Yamashita (EP8)

## Episodi
1. A man that can't say no...The arrival of Bomb bee men
2. Bomb bee men vs women who buy too much
3. Bomb bee men vs man who can't get married
4. Bomb bee men, love at first sight!
5. Bomb bee men vs the confession of the ultimate mother
6. Bomb bee return all his debts!? Tears of reunion with his father
7. Bomb bee loses his job offer!?
8. Bomb bee men gets angry
9. Bomb bee men graduates!